# Koh Ker

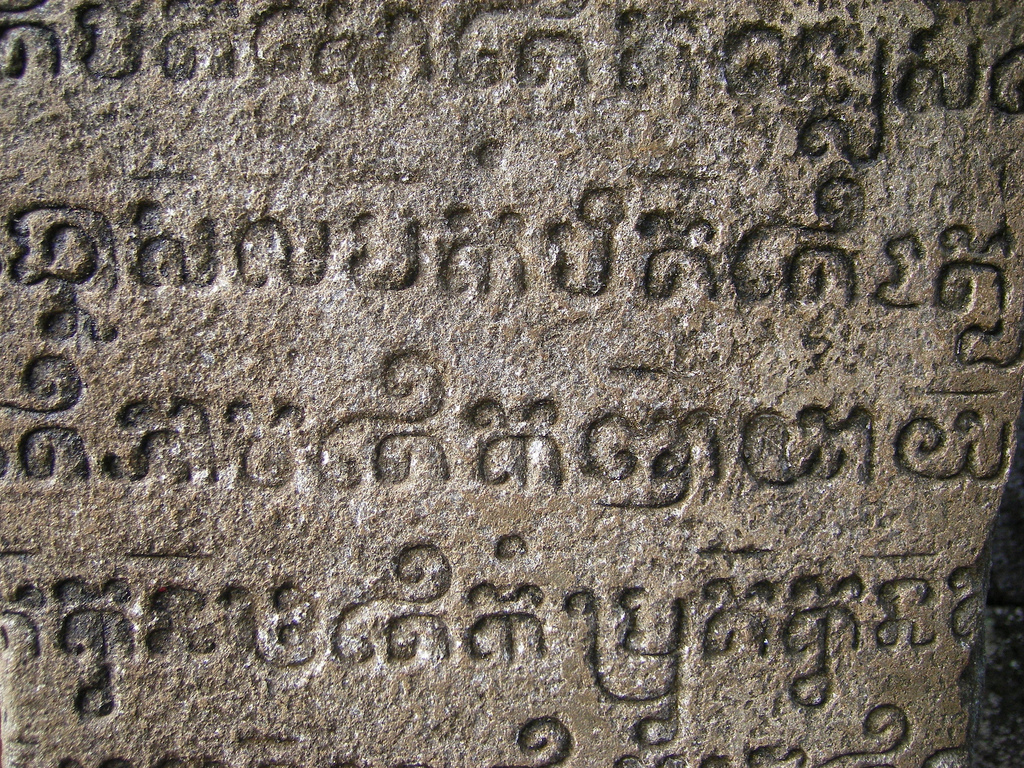
Antigua escritura de las ruinas de Koh Ker

Koh Ker (en camboyano: ប្រាសាទកោះកេរ្ដិ៍ ) es un sitio arqueológico remoto en el norte de Camboya, a unos 120 km de Siem Reap y del antiguo sitio de Angkor. Es una región selvática que está escasamente poblada. Se han encontrado más de 180 santuarios en un área protegida de 81 km².  Los turistas solo pueden visitar alrededor de dos docenas de monumentos, ya que la mayoría de los santuarios están escondidos en el bosque y la zona no está toda completamente desminada.
Koh Ker es el nombre moderno de una importante ciudad del imperio Jemer. En las inscripciones, la ciudad se menciona como Lingapura (ciudad de lingams) o Chok Gargyar : 70  (traducida como ciudad de hematita, o como bosque de árboles de hierro ).: 8–9 
Bajo el reinado de los reyes, Jayavarman IV y Harshavarman II, Koh Ker fue brevemente la capital de todo el imperio (928 – 944 dC).  Jayavarman IV llevó a cabo un ambicioso programa de construcción. Bajo su gobierno fueron construidos un enorme depósito de agua y unos cuarenta templos.  El templo/complejo más importante, un santuario doble (Prasat Thom/Prang), sigue un plano lineal y no una línea concéntrica al igual que la mayoría de los templos de los reyes jemeres.  Incomparable es la pirámide de 36 metros de altura con siete niveles, que probablemente sirvió como templo estatal : 103 de Jayavarman IV. Realmente impresionantes también son los santuarios con los dos lingam de 2 metros de alto. 
Bajo Jayavarman IV se desarrolló el estilo de Koh Ker y el arte de la escultura alcanzó un pináculo. Se hicieron una gran variedad de estatuas.  
Debido a su lejanía, el sitio de Koh Ker fue saqueado muchas veces. Las esculturas de Koh Ker se pueden encontrar no solo en diferentes museos, sino también en colecciones privadas y se ofrecen ocasionalmente en subastas. Estas piezas, en los tiempos actuales, se consideran como arte robado. 
El sitio está a aproximadamente dos horas y media de Siem Reap, y ahora se están construyendo las instalaciones básicas para visitantes. 
Desde 1992, el sitio de Koh Ker está en la lista provisional del patrimonio mundial de la UNESCO.

## Geografía
Koh Ker está situado entre las laderas del sur de las montañas Dangrek, las montañas Kulen (Phnom Kulen) en el suroeste, y la montaña Tbeng (Phnom Tbeng, cerca de Tbeng Meanchey) en el este.  La mayor parte del terreno montañoso está cubierto por la selva, pero la mayoría de los árboles se desprenden de sus hojas en forma estacional.  La ciudad de Koh Ker estaba en la ruta estratégica más importante del imperio jemer.  Yendo de Angkor y Beng Mealea a Koh Ker, este camino conducía a Prasat Preah Vihear y de allí a Phimai en Tailandia y Wat Phu en Laos.: 13–14  La región de Koh Ker es relativamente seca. Se construyeron numerosos depósitos de agua y canales durante los siglos IX y X para garantizar el suministro de agua. Actualmente el agua se bombea desde una profundidad de 30 metros. 

## Historia

### Jayavarman IV
Jayavarman IV gobernó en Koh Ker del 928 al 941. Se cre que fue el rey local de este sitio remoto, posiblemente su tierra natal, antes de convertirse en rey de todo el imperio. Eso podría explicar por qué tenía su residencia en Koh Ker y no en Roluos (Hariharalaya) o en Yashodharapura (Angkor) como los reyes anteriores a él.  Algunos historiadores piensan que Jayavarman IV fue un usurpador; pero, la mayoría de ellos creen que era un gobernante legítimo que pudo ascender al trono porque se casó con una hermanastra del rey Yasovarman I (889 - 900). Lo que es seguro es que los dos hijos de Yasovarman I (Harshavarman I, que gobernó de 900 a 922 e Isanavarman II, que gobernó de 922 a 925?) no tuvieron hijos.  En el corto tiempo que Jayavarman IV reinó en Koh Ker, se realizó un ambicioso programa de construcción.  Eso solo fue posible debido a un sistema de aumento de impuestos como se ve en las inscripciones encontradas en el sitio.  Se construyeron unos 40 templos, la pirámide única de siete niveles y un enorme baray (depósito de agua).  Bajo Jayavarman IV, se desarrolló el estilo Koh Ker y el arte de la escultura alcanzó un pináculo.

### Harshavarman II
Después de la muerte de Jayavarman IV, el príncipe designado no ocupó el cargo.  Harshavarman II (otro hijo de Jayavarman IV) reclamó el trono.  Al igual que su padre, gobernó en Koh Ker (941 - 944) pero murió después de tres años; es probable que no se debiera a causas naturales. Ninguno de los templos de Koh Ker puede ser atribuido a él.  Su seguidor en el trono, un primo suyo, devolvió la sede del poder a Roluos (Hariharalaya). 

### Koh Ker después del 944 dC
Incluso después de 944 se construyeron más templos en el sitio de Koh Ker, aunque la capital del Imperio jemer había regresado a las llanuras al norte del lago Tonle Sap. Una inscripción menciona el reinado de Udayadityavarman I en el 1001. : 134  El último santuario se realizó a principios del siglo XIII. Bajo Jayavarman VII, se construyó el Prasat Andong Kuk, una capilla-hospital, uno de los más de 100 santuarios-hospitales construidos bajo este reinado.

## Historia de la investigación

### sigloXIX
En la segunda mitad del siglo XIX, aventureros franceses recorrieron los bosques alrededor del sitio de Koh Ker mientras cazaban. De vuelta a Francia, trajeron noticias de las estructuras que existían en la zona.  Los investigadores franceses Lunet de Lajonquière y Étienn Aymonier llegaron a Koh Ker.  Vieron el complejo principal del templo Prasat Thom/Prang, el baray y un grupo de santuarios linga.  También descubrieron algunas subsecciones de una carretera con una amplitud de más de 8 m.  Supusieron que una carretera conectaba Koh Ker con Wat Phu (hoy en el sur de Laos).  Alrededor de 1880, miembros de una expedición francesa llegaron a Koh Ker y saquearon numerosas estatuas y relieves.  Estas piezas están ahora en el Museo Guimet en París. 

### sigloXX
A principios del siglo XX, los historiadores de arte se dieron cuenta de que en Koh Ker se había desarrollado un estilo completo.  Georges Coedès concluyó a partir de algunas inscripciones que Koh Ker era la capital del imperio jemer en (928 - 944 dC) bajo el reinado de Jayavarman IV y su descendiente Harshavarman II.  En la década de 1930, nuevamente llegaron investigadores franceses a Koh Ker. Descubrieron numerosos monumentos y contaron cincuenta santuarios en un área de 35 km². Henry Parmentier realizó una serie de dibujos.  Después de una interrupción debido al reinado del terror de los Jemeres rojos, la investigación en Koh Ker continuó por científicos de APSARA, franceses, japoneses y australianos. 

### sigloXXI
A principios del siglo XXI, los científicos concluyeron que no todos los monumentos podrían haberse construido en el corto tiempo en que Koh Ker fue la capital del imperio jemer en (928 - 944 dC).  Comenzó una nueva era en Koh Ker a medida que se analizaban las fotografías realizadas por satélites. En 2004 el área protegida se extendió a 81 km². Durante cinco años, los investigadores japoneses exploraron y describieron 184 monumentos, con la documentación de sus ubicaciones exactas.  El investigador australiano Damian Evans y su equipo pudieron verificar la teoría de Lajonquière de que una vez hubo una ruta jemer entre Koh Ker y Wat Phu, probablemente la ruta estratégica más importante del imperio jemer. 
Las excavaciones realizadas en diciembre de 2015 por equipos camboyanos e internacionales cerca de Prasat Thom y Rahal en el antiguo núcleo urbano de Koh Ker han dado fechas de radiocarbono que claramente sitúan allí viviendas y actividades importantes a partir de los siglos VII-VIII. Periodo Chenla para los historiadores. Algunos tipos de cerámica pueden ser fechados en el período anterior de Funan. Fueron recuperados más de 24,000 objetos y ecofactos de tres sitios de prueba. Los artefactos son en su mayoría fragmentos de cerámica de tipo local y exótica que representa más de 1000 años de uso del sitio a lo largo de la secuencia ocupacional.  Los tipos de cerámica exótica incluyen gres chino y vajilla vidriada de los períodos Song Yuan.  Otras cerámicas exóticas incluyen gres tailandés y vietnamita que generalmente datan de los últimos períodos de Angkor y post-Angkor. También se ha señalado la posible cerámica persa que data del siglo IX.  Por lo tanto, Koh Ker se ha vinculado a cadenas de valor de larga distancia durante períodos de tiempo considerables. Aunque el área pudo haber sido reutilizada significativamente durante el apogeo de la construcción de Jayavarman IV en el siglo X, el uso del sitio y la actividad continuaron mucho más allá del siglo X.  La intensidad de las actividades y la densidad de la ocupación pueden haber oscilado a lo largo del tiempo en relación con factores políticos y socioeconómicos.  Las variables de gestión de recursos naturales y humanos, así como los fenómenos ambientales, también pueden haber desempeñado roles importantes relacionados con los cambios en la popularidad, la población y la productividad.  El proyecto forma parte de la Escuela de Campo Nalanda - Sriwijaya Center, dirigida por el Dr. D. Kyle Latinis  y la Dra. Ea Darith (Autoridad Nacional APSARA) con el apoyo adicional de la Autoridad Nacional para Preah Vihear. 

## Religión
Antes de que Koh Ker se convirtiera en capital del imperio jemer (928 dC), ya existían numerosos santuarios con Shiva-lingas.  Koh Ker era un sitio de culto donde Shiva había sido adorado durante mucho tiempo. También Jayavarman IV fue un ardiente adorador de este dios hindú. Cuando los reyes posteriores (cuya residencia no estaba en Koh Ker) cambiaron del hinduismo al budismo, dieron órdenes de hacer los ajustes necesarios en sus templos. Debido a su lejanía, los santuarios de Koh Ker se salvaron de estas intervenciones. 

## Inscripciones
Se encontraron varias inscripciones que mencionan a Koh Ker como capital del imperio en Siem Reap, Battambang, Takeo y Kampong Cham (ciudad). De las inscripciones descubiertas en Koh Ker, se estima que más de diez mil personas vivían en Koh Ker cuando era la capital (928 - 944 dC).  Las inscripciones explican cómo se organizaba la mano de obra: existían  impuestos en forma de arroz en todo el país que sirvieron para proveer a los trabajadores que venían de diferentes provincias. Una inscripción en Prasat Damrei dice que el santuario en la parte superior del templo estatal (Prang) alberga un lingam de aproximadamente 4,5 m y que la erección de este símbolo de Shiva "dio muchos problemas ".  Una inscripción en sánscrito en Prasat Thom evidencia la consagración de un Shiva-lingam del 921 dC, que fue adorado bajo el nombre de Tribhuvaneshvara ("Señor del Mundo Triple"). 

## Estilo de Koh Ker
No se encontraron ninguna de las inmensas, expresivas y hermosas esculturas en el sitio.  Muchas de ellas fueron robadas y ahora están en museos y también en colecciones privadas. Algunas estatuas fueron guardadas por organizaciones gubernamentales para protegerlas de los saqueadores. Muchas obras maestras de Koh Ker se encuentran ahora en la colección del Museo Nacional en Phnom Penh. 
A finales de 2011, la remota ubicación atrajo la atención de los medios de comunicación de todo el mundo cuando Sotheby's intentó vender una estatua de un mítico guerrero del Imperio jemer.  En marzo de 2012, los gobiernos de los EE. UU. y de Camboya presentaron documentos judiciales para confiscar la estatua que supuestamente se había retirado ilegalmente del sitio. Una estatua gemela, también vinculada al sitio de Koh Ker, se exhibe en el Museo Norton Simon en Pasadena, California. 

## Ciudad antigua de Koh Ker
El centro de la antigua ciudad estaba en la parte noreste del baray (depósito de agua).  Las inscripciones dicen que al menos diez mil habitantes vivieron allí durante el gobierno de Jayavarman IV.  Investigadores anteriores creían que una pared con una longitud de lado de 1,2 km protegía la ciudad.  Pero una nueva investigación indica que las estructuras lineales encontradas en esta parte de Koh Ker eran diques de antiguos canales. En cuanto a los edificios de madera de la época jemer, no se ha encontrado en ellos ningún objeto. 
Laterita, arenisca y ladrillo fueron utilizados como materiales de construcción en Koh Ker.  La laterita y la arenisca de excelente calidad se extrajeron en grandes cantidades en la región de Koh Ker, por lo que el transporte de las piedras al sitio no fue un problema.  Los ladrillos producidos eran pequeños, regulares y muy sólidos. Se utilizó una capa delgada de mortero orgánico de fórmula desconocida, posiblemente alguna forma de savia vegetal.  Después de más de un milenio, los santuarios de ladrillos en Koh Ker están en mejores condiciones que los de laterita. Los techos de algunos templos en Koh Ker eran de madera y estaban cubiertos con tejas. En estos monumentos se encuentran huecos para las vigas de madera. El santuario principal (el complejo del templo Prasat Thom/Prang) no estaba en medio de la ciudad antigua.  

## Depósito de agua

### Rahal
El enorme baray (depósito de agua) llamado Rahal es la construcción más grande en el sitio de la antigua capital Koh Ker. Su longitud es de unos 1200 m y su anchura sobre 560 m.  El depósito de agua tiene tres presas. La orientación del Rahal no es de este a oeste como las enormes reservas de agua en Angkor; sigue una orientación de Norte 15 ° Oeste.  Debido a que los monumentos más importantes en Koh Ker tienen la misma orientación, se piensa que el baray se construyó primero y el resto de las estructuras se colocaron a su alrededor. El Rahal fue tallado en parte en el suelo de piedra, pero no está claro si la razón de su orientación fue aprovechar un hueco natural. Actualmente la mayor parte del baray está seco y cubierto de hierba. Se pueden ver algunos charcos en la zona situada al lado del doble santuario. 

### Trapeang Andong Preng
A 200 m al sur del doble santuario Prasat Thom/Prang hay un hueco excavado en la tierra con una longitud de 40 m. Tiene escalones de laterita por todos lados.  Durante la temporada de lluvias el agua llegaba a una profundidad de 7 m. El Trapeang Andong Preng no pertenece a un templo, pero podría haber sido un baño real, porque cerca de este lugar se encontraba el palacio de madera del rey. 

### Trapeang Khnar
(tallas) : 21 

## Templos y santuarios.

### Complejo del doble santuario Prasat Thom/Prang

#### Plano lineal
El complejo del monumento principal en Koh Ker tiene un plano lineal y unos 800 m de   largo. Su orientación es E15 ° N, que es paralela a la del baray.  El área de paso corta el complejo en dos partes.  En el lado este del paseo hay dos estructuras, llamadas palacios. En el lado oeste están los otros monumentos.   De este a oeste: un inmenso pabellón de entrada, dos torres, una torre de entrada de ladrillo rojo (Prasat Krahom ), una pared circundante con dos patios (en el patio oriental se encuentra el complejo de templos Prasat Thom con un foso, en la parte occidental se alza la pirámide de siete niveles, llamada Prang ).  Detrás del recinto existe una colina artificial, la así llamada Tumba del Elefante Blanco. Excepto el Prasat Krahom y  la Prang (pirámide), este complejo de templos está en mal estado.

#### Palacios
En el lado este de la zona del paseo hay dos estructuras denominadas palacios. Cada uno consta de cuatro edificios rectangulares que rodean un patio. Los ocho edificios tienen tres habitaciones, algunas tienen un patio con pilares.  Posiblemente estos palacios sirvieron como salas de meditación u oración para el rey o los nobles. 

#### Pabellón de entrada y torres de laterita.
Entre los palacios y el monumento más cercano hay una distancia de 185 m.  En el lado izquierdo de la zona de paso está el pabellón de entrada de piedra arenisca.  Se encuentra a 45 m del santuario doble y tiene una planta cruciforme. El lado más largo tiene 60 m y el más corto tiene una longitud de 30 m. En paralelo al lado transversal hay dos salas. Directamente detrás del pabellón de entrada se encuentran las ruinas de dos enormes torres de laterita. 

#### Prasat Krahom
Detrás de las ruinas del pabellón de entrada y de las torres de laterita hay una torre de ladrillo rojo, llamada Prasat Krahom (krahom = rojo), que da acceso a los monumentos cerrados.  Tiene una planta cruciforme, está en buenas condiciones y en algún momento albergó una estatua de la Diva Shancing con cinco cabezas y diez brazos.  La escultura tenía una altura de 3,50 m pero ahora está completamente derruida. Un fragmento de una mano de 0,5 m  se puede ver en el Museo Nacional en Phnom Penh. 

#### Recinto exterior
El recinto exterior tiene una longitud de 328 m   y una anchura de 151 m. Un muro adicional divide el área interior en dos.  En el patio oriental hay un foso y el complejo del templo Prasat Thom; en el patio occidental se encuentra la pirámide, llamada Prang.  El patio oriental con una longitud de 153 m es casi cuadrado, el patio occidental tiene una longitud de 171 m. 

#### Foso
El foso en el patio oriental es de unos 47 m de   ancho. Limita con el Prasat Thom. Bordeado por árboles se ve muy pintoresco. Dentro del foso hay dos represas, una en el lado este y la otra en el lado oeste. Las presas están flanqueadas por balaustradas Naga.  En la presa oriental entre las Nagas había además una columnata con pilares. Detrás de cada Naga del lado este había un enorme Garuda. 

#### Prasat Thom
Probablemente algunas partes del Prasat Thom, incluyendo el foso y el recinto 1. (interior) se construyeron antes del 921 d. C.  El santuario se expandió bajo el reinado de Jayavarman IV y ahora tiene dos paredes circundantes dentro del foso.  La primera pared (pared interior) está hecha de ladrillo; la segunda pared (pared exterior) con una longitud de 66 m y una anchura de 55 m     está hecha de laterita. Hay dos puertas situadas en el este y en el oeste. Las puertas del segundo muro tienen una planta cruciforme. Las puertas de la primera pared son más pequeñas y no de diseño cruciforme.  La zona entre la primera y la segunda pared está completamente sobrecargada con estructuras rectangulares, posiblemente adiciones posteriores. En el centro del patio hay un santuario y dos espacios llamados bibliotecas. Detrás del santuario en una plataforma rectangular, se encuentran nueve torres en dos filas (una de cinco y otra de cuatro torres). Doce prasats más pequeños en grupos de tres rodean la plataforma.

#### Prang
La pirámide de siete gradas llamada Prang fue probablemente el templo del estado de Jayavarman IV.  La construcción del santuario se inició en 928 d. C.  En el nivel del suelo, el lado del edificio cuadrado mide 62 m.  La altura es de 36 m. Originalmente en la plataforma superior había un enorme lingam, probablemente de más de 4 m de altura y con un peso de varias toneladas. Las inscripciones dicen que era la Shiva-ling-am más alta y hermosa.  El ling-am probablemente estaba situado en un santuario que algunos investigadores dicen que podría haber tenido alrededor del 15 m de alto.  En el lado norte de la pirámide hay una escalera empinada que conduce a la cima. Las escaleras originales se encuentran en muy malas condiciones, al igual que la escalera de bambú que se construyó en el siglo XX, por lo que está prohibido subir a la cima de la pirámide a través de esta ruta.  Sin embargo, hay una nueva escalera que se puede utilizar para ascender a la parte superior de la pirámide.  En lo que respecta al séptimo nivel, dicen algunos científicos que era la plataforma del santuario porque en sus lados había hermosos relieves de Garudas. Hay tan solo un templo jemer que se parece a este y es el templo Baksey Chamkrong en Angkor. 

#### Tumba del elefante blanco
Detrás del patio con la pirámide de los siete niveles hay una colina artificial de forma exacta a un círculo cubierto de árboles. Se llama la tumba del elefante blanco.  "El elefante blanco" es una leyenda muy conocida en el sureste de Asia. Existen diferentes teorías sobre la colina.  Algunos dicen que esta estructura podría ser la base de una segunda pirámide. Otros dicen que podría ser la tumba de Jayavarman IV.  El camino empinado que conduce a la cima de la colina está cerrado ahora por razones de seguridad.  

### Santuarios a lo largo del camino de acceso.

#### Prasat Pram
El santuario más al sur de este grupo es el Prasat Pram en el lado oeste de la carretera.  Un estrecho y largo camino conduce al monumento.  Tiene cinco torres o prasats (pram  = cinco).  Tres torres de ladrillo están en fila en la misma plataforma. Están enfrentadas hacia el este.  La central es un poco más alta que las otras. En cada uno de estos prasats, una vez hubo un lingam.  Estos y los dinteles bellamente tallados fueron saqueados.  Dos prasats (orientados al oeste) se encuentran situados frente a la plataforma.  Uno está hecho de ladrillo y tiene agujeros en forma de diamantes en la parte superior.  Este hecho indica que esta torre una vez sirvió como un santuario de fuego (los cultos de fuego fueron muy importantes durante la era de los reyes jemer).  El otro edificio es pequeño, de laterita y (en comparación con las torres de ladrillo) en mal estado.  Los ladrillos de tamaño pequeño y regulares  se mantienen unidos con un mortero orgánico de composición desconocida (¿savia vegetal?  ).  Originalmente las torres estaban cubiertas de estuco blanco; Aún se pueden ver restos de la cubierta.  Dos de las torres están cubiertas pictóricamente por  raíces. Las cinco torres están rodeadas por un recinto. La puerta de entrada derribada (gopuram) está en el lado este. En el Museo Nacional de Phnom Penh se pueden ver dos artefactos del Prasat Pram: una estatua de un león dañada y fragmentos de un Vishnu de cuatro brazos en pie. 

#### Prasat Bak
Más al norte que el Prasat Neang Khmau y en el lado oeste de la carretera está el Prasat Bak, un pequeño santuario cuadrado construido de laterita; los lados mides solo 5 m. El templo que hoy se encuentra en muy malas condiciones albergaba hasta 1960 una estatua colosal de Ganesha (Ganesha es un dios hindú, hijo de Shiva y Uma).  Se le representa con un cuerpo humano y una cabeza de elefante. Se sabe que la escultura con el Ganesha sentado se encuentra actualmente en una colección fuera de Camboya.

#### Prasat Chen
Este santuario es el que está más al norte de este grupo y se encuentra también en el lado oeste de la calle. Tiene dos recintos. La puerta de entrada principal (ahora colapsada) era en sí misma un santuario con una sala central cuadrada (un lado medía 4 m). Tres torres de laterita (parcialmente colapsadas) están en la misma plataforma. Delante de ellas se encuentran los restos de dos bibliotecas de ladrillo. La estatua de los dos reyes monos luchadores, Sugriva y Valin (figuras de la epopeya hindú Ramayana) se encontró en este sitio y ahora se encuentra en el Museo Nacional en Phnom Penh. Un fragmento de una estatua de varios brazos de Vishnu fue encontrado en frente de la torre de en medio. En este templo se encuentran cinco inscripciones. Mencionan los nombres de todos los numerosos pueblos conectados con el sitio del templo y su función. 

### Monumentos a lo largo de la carretera de circunvalación.

#### Prasat Balang (Prasat Leung Moi)
El Prasat Balang es el primero de tres Linga-Shrines que se encuentran a lo largo de la carretera de circunvalación. Es un edificio cuadrado de laterita que se encuentra en una plataforma y tiene una puerta y un techo abierto. En el santuario hay un impresionante lingam vertical sobre un yoni.  El símbolo del falo tiene aproximadamente 2 m de alto, un diámetro de casi 1 m y un peso de varias toneladas. Fue tallado junto con el yoni de la roca en este lugar. El lingam está en buenas condiciones. El yoni tiene como 1 m de alto y parece un altar.  En los cuatro lados fueron tallados relieves en algún momento. En cada una de las cuatro esquinas se alzaba un hermoso Garudu cincelado con los brazos levantados que daba la impresión de que estas figuras míticas llevaban el yoni.  Lamentablemente los relieves y los garudas fueron saqueados. Alrededor del yoni hay solo un pequeño espacio para que algunos sacerdotes realizaran los rituales prescritos. El agua que se ponía en el lingam se volvía sagrada al tocar el símbolo de Shiva, se escurria y se recogía en una acanaladura del yoni. Luego, a través de un pico (que todavía está intacto), fluía hacia el exterior del santuario donde los creyentes podían tocar el agua bendita. 

#### Prasat Thneng (Prasat Leung Pee)
El Prasat Thneng es muy similar al Prasat Balang. Desafortunadamente, los saqueadores intentaron cortar el impresionante lingam pero no tuvieron éxito.  Queda una muesca de aproximadamente una profundidad de medio metro pero el símbolo de Shiva sigue estando fijo en su lugar en el yoni dañado. 

#### Leung Bye
Prasat Leung Bon 

#### Prasat Andong Kuk (Prasat Sralau)
: 25 

#### Prasat Krachap
: 24 

#### Prasat Bantaey Pee Chean
: 23 

#### Prasat Damrei
Un pequeño sendero conduce desde la carretera de circunvalación al Prasat Damrei (damrei = elefante). Este santuario tiene un recinto y se encuentra en una plataforma elevada.  En cada uno de sus cuatro lados hay una escalera con unos diez escalones.  Ocho leones de piedra flanquearon en algún momento las escaleras pero solo uno permanece en su lugar original. También hubo una hermosa escultura de elefante en cada una de las cuatro esquinas de la plataforma, pero solo quedan dos.  El santuario está construido de ladrillo y está en buenas condiciones. Una inscripción en sánscrito encontrada en el templo ofrece evidencia de que un antiguo lingam fue erigido en la cima de la pirámide (Prang).  : 22 

## Otras lecturas
- "Una guía breve de los templos en Koh Ker", Heritage Watch (nombre del autor, etc., no ISBN), aproximadamente 26 páginas con planos, dibujos y fotografías.
- Helen Ibbitson Jessup (2004). Art & Architecture of Cambodia. Thames & Hudson. ISBN 0-500-20375-X.
- Dawn Rooney (2011). Angkor: Cambodia's Wondrous Khmer Temples. Foreword by Norodom Sihamoni (6th edición). Airphoto International. pp. 374–380. ISBN 978-9622178021.